# Pajęczaki
Pajęczaki (Arachnida) – gromada stawonogów z podtypu szczękoczułkopodobnych i nadgromady szczękoczułkowców. Obejmuje około 112 tysięcy opisanych gatunków współczesnych, ale ich faktyczna liczba przekraczać może milion. Ponadto znanych jest około 2 tysięcy gatunków wymarłych.
Ciało mają podzielone na dwie tagmy prosomę i opistosomę lub na dwie pseudotagmy gnatosomę i idiosomę. Dwie przednie pary przydatków to szczękoczułki i nogogłaszczki. Odnóży krocznych są 4 pary, rzadko mniej. Większość zasiedla lądy, rzadko są wtórnie słodko- lub słonowodne. Zamieszkują rozmaite siedliska i przyjmują różne strategie pokarmowe. Rozwój pozazarodkowy może mieć charakter epimorfozy lub metamorfozy. Liczne gatunki mają duże znaczenie dla człowieka, zarówno pozytywne (drapieżniki, destruenci) jak i negatywne (szkodniki upraw, pasiek i produktów spożywczych, pasożyty, wektory patogenów, źródła alergenów, zwierzęta jadowite).

## Morfologia

Różne typy szczękoczułków spotykane u pajęczaków. A: scyzorykowate, B: nożycowate, C: szczypcowate.

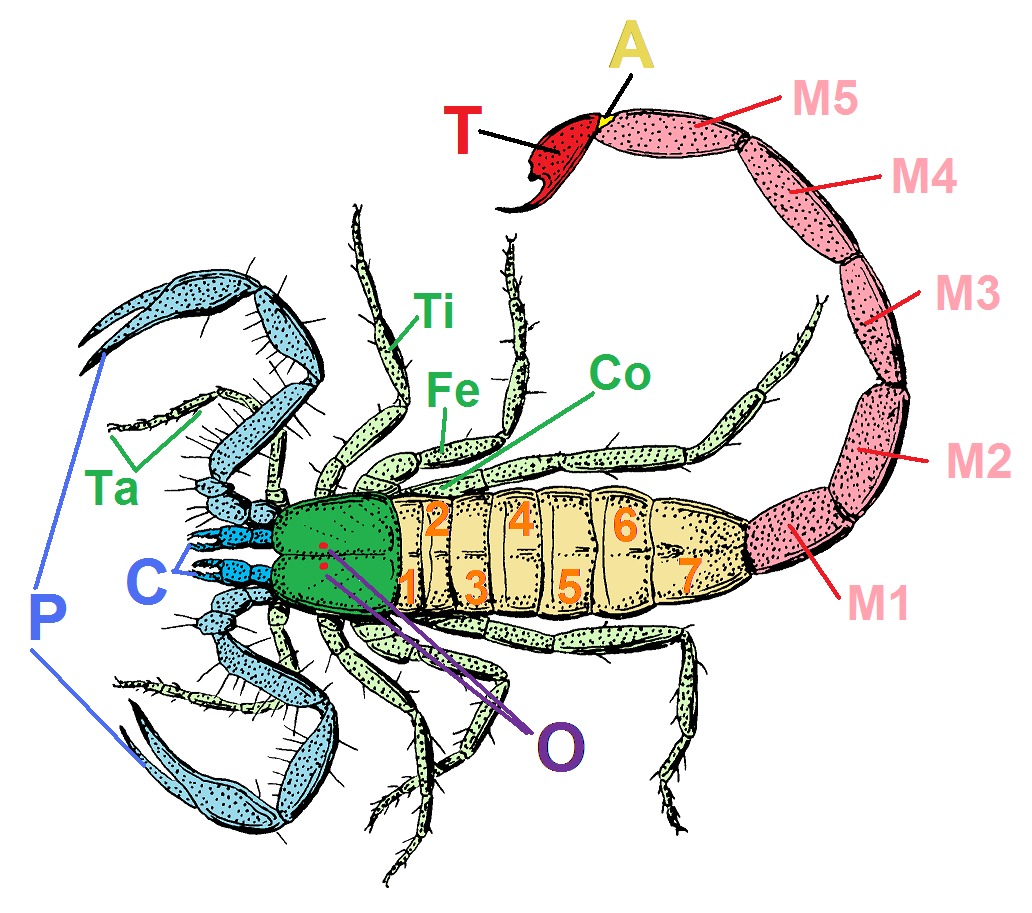
Budowa zewnętrzna skorpiona. Niebieski – odnóża głowowe: P – nogogłaszczki, C – szczękoczułki. Ciemnozielony – prosoma: O – oczy. Jasnozielony – odnóża kroczne: Ta – stopa, Ti – goleń, Fe – udo, Co – biodro. Żółty – mezosoma. Różowy – metasoma. T (czerwony) – telson

Przedstawiciele pajęczaków osiągają rozmiary od 0,08 mm w przypadku niektórych roztoczy do blisko metra długości u wymarłych Brontoscorpio anglicus i Praearcturus gigas, a wśród współczesnych do 23 cm długości ciała u skorpiona Heterometrus swammerdami i do 25 cm rozpiętości odnóży u niektórych ptaszników. Masa ciała u form współczesnych dochodzi do 50 g u skorpiona cesarskiego. Kształt ciała może być różny: od wydłużonego po workowaty. Ciało typowo składa się z dwóch tagm: prosomy i opistosomy (zwanych też głowotułowiem i odwłokiem), jednak u roztoczy podział na pierwotne tagmy często zanika, a zamiast niego pojawiają się nieodpowiadające segmentacji pseudotagmy: gnatosoma i idiosoma, a w wyniku dalszych modyfikacji: proterosoma i hysterosoma.

### Prosoma
Prosoma powstaje w rozwoju zarodkowym przez zlanie się somitu ocznego (akronu) z sześcioma segmentami pozaocznymi. Somit oczny mieć może od 1 do 12 par oczu prostych, natomiast brak u pajęczaków oczu złożonych. Podobnie jak u innych szczękoczułkowców brak jest czułków i żuwaczek, za to pierwszy z somitów pozaocznych dysponuje przydatkami gębowymi w postaci szczękoczułków (chelicer). Zbudowane są one z 1–3 członów, mogą być zwieńczone szczypcami, pazurami, mieć postać sztyletów, igieł lub haków. Na szczękoczułkach uchodzić mogą gruczoły jadowe (np. pająki), gruczoły przędne (zaleszczotki) albo mogą znajdować się na nich aparaty kopulacyjne samców: spermatodaktyl, spermatotrema (żukowce) lub aparat biczykowy (solfugi). Drugi somit zaoczny zaopatrzony jest w nogogłaszczki, które albo są podobne budową do odnóży krocznych i pełnią funkcję zmysłową, albo zakończone są szczypcami i pełnią funkcję chwytną. U zaleszczotków szczypce nogogłaszczków mają ujścia gruczołów jadowych. U samców pająków ostatni człon nogogłaszczków zawiera aparat kopulacyjny w postaci bulbusa. Pozostałe somity prosomy typowo mają po parze odnóży krocznych (łącznie 4 pary). U roztoczy i kapturców liczba par odnóży może być mniejsza (2–3). Typowo odnóże kroczne buduje 6 członów: biodro, krętarz, udo, rzepka lub kolano, goleń i stopa, jednak mogą się one wtórnie zrastać lub dzielić (maksymalnie jest ich 8). U roztoczy odnóża kroczne mogą być zmodyfikowane do pełnienia innych funkcji, np. chwytnych lub pływnych, natomiast u spawęk pierwsza ich para przekształcona jest w narządy zmysłowe analogiczne czułkom.
Prosoma zwykle nakryta jest karapaksem, ale jej pierwsze cztery segmenty (cefalosoma) pokryte mogą być propeltidium, a kolejne dwa nienakryte żadną tarczką (solfugi) lub nakryte odpowiednio mezopeltidium i metapeltidium (rozłupnogłowce i głaszczkochody). Spód prosomy może być w całości zakryty biodrami albo może między nimi występować sternum.

### Opistosoma
Opistosoma może być maksymalnie 12-segmentowa (w rozwoju zarodkowych 13-segmentowa), przy czym u wielu grup segmentacja jest wtórnie zatarta. W pierwotnym planie budowy dzieli się na 7-segmentową mezosomę (zwaną też przedodwłokiem) i 5-segmentową metasomę (zwaną też zaodwłokiem). Taki podział zachowuje się np. u skorpionów. Powszechna jest jednak tendencja do redukcji liczby segmentów, w tym częsty jest całkowity zanik metasomy. Na mezosomie brak jest odnóży lokomocyjnych, za to występować mogą ich zmodyfikowane wersje w postaci narządów oddechowych (płucotchawki, worki płucne), zmysłowych (grzebienie), płciowych (wieczko płciowe) lub przędnych (kądziołki). Na metasomie odnóży zawsze brak. Opistosomę u skorpionów wieńczy telson z kolcem jadowym, a u rozłupnogłowców i biczykoodwłokowców biczyk homologiczny z owym telsonem.

### Pseudotagmy
U roztoczy podział na prosomę i opistosomę zastąpiony jest tym na pseudotagmy: gnatosomę i idiosomę, przy czym narządy gębowe leżą na tej pierwszej, ale oczy i mózg w tej drugiej. U dręczy idiosoma często dzieli się bruzdą sejugalną na propodosomę i hysterosomę. Propodosoma łączyć się może z gnatosomą w proterosomę. Gnatosoma u niektórych pasożytniczych Astigmata redukuje się, a nawet całkiem zanika. U Prostigmata idiosoma dzielić się może na aspidosomę, podosomę i opistosomę.

## Anatomia i fizjologia

Anatomia pająka.

### Pokrycie ciała i szkielet
Ciało pajęczaków pokryte jest chitynowym oskórkiem, stanowiącym szkielet zewnętrzny. Składa się on z zawierającej dużo wosków i lipidów epikutykuli, zesklerotyzowanej egzokutykuli (brak jej na błonach stawowych i międzysegmentalnych) oraz endokutykuli. Pod oskórkiem znajduje się jednowarstwowy, twórczy naskórek, zwany podskórkiem. Egzoszkielet po stronie wewnętrznej ma apodemy służące przyczepowi mięśni. Oprócz egzoszkieletu w prosomie obecny jest szkielet wewnętrzny w postaci endosternitu.

### Układ nerwowy

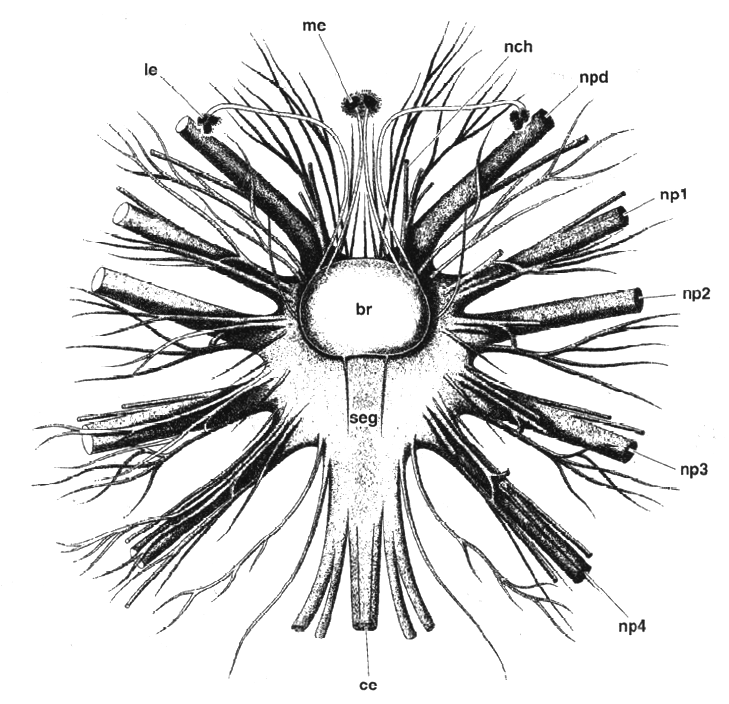
Ośrodkowy układ nerwowy tępoodwłokowca. br: mózg, seg: zwój podprzełykowy, me: oczy środkowe, le: oczy boczne; nch: nerw szczękoczułka, npd: nerw nogogłaszczka, np1–4: nerwy odnóży krocznych, ce: ogon koński.

Układ nerwowy w większości przypadków jest silnie skoncentrowany i wszystkie zwoje nerwowe lub większa ich część zlewają się w jedną masę dookoła przełyku. Najsłabsza koncentracja występuje u skorpionów, ale nawet u nich w podprzełykową część masy nerwowej zlewają się wszystkie zwoje prosomy i cztery pierwsze mezosomy. Mózg składa się z przodomóżdża, śródomóżdża i tyłomóżdża. Przodomóżdże unerwia oczy, śródmóżdże szczękoczułki, zaś tyłomóżdże nogogłaszczki. Często w mózgu obecne są odpowiedzialne za kojarzenie ciała grzybkowate, które objętościowo mogą stanowić jego duży fragment. Tylna część mózgu łączy się z wegetatywnym układem nerwowym.

### Zmysły
Szczecinki zmysłowe (włoski czuciowe, sensilla) rozmieszczone są na całym ciele, przy czym najliczniej na szczękoczułkach, nogogłaszczkach i w odsiebnych częściach odnóży krocznych. Mogą one być wrażliwe na drgania (mechanoreceptory), temperaturę (termoreceptory), skład chemiczny (chemoreceptory zapachowe i smakowe) czy wilgotność (higroreceptory). Szczególnym ich przykładem są wyspecjalizowane w wyczuwaniu drgań powietrza mechanoreptory – trichobotria. Receptorem charakterystycznym dla pajęczaków są narządy szczelinowate – występujące pojedynczo lub w grupach (narządy lirowate). Są one narządami proprioreceptywnymi, co znaczy, że odbierają informacje o napięciu poszczególnych części oskórka – np. stawów, ale mogą być też czułe na ruch powietrza i drgania podłoża.
Wiele specyficznych narządów zmysłowych znaleźć można wśród roztoczy, np. solenidia, eupatidia, organ głaszczkowy, narząd Hallera, tritosternum czy organ Claparede’a.

#### Wzrok

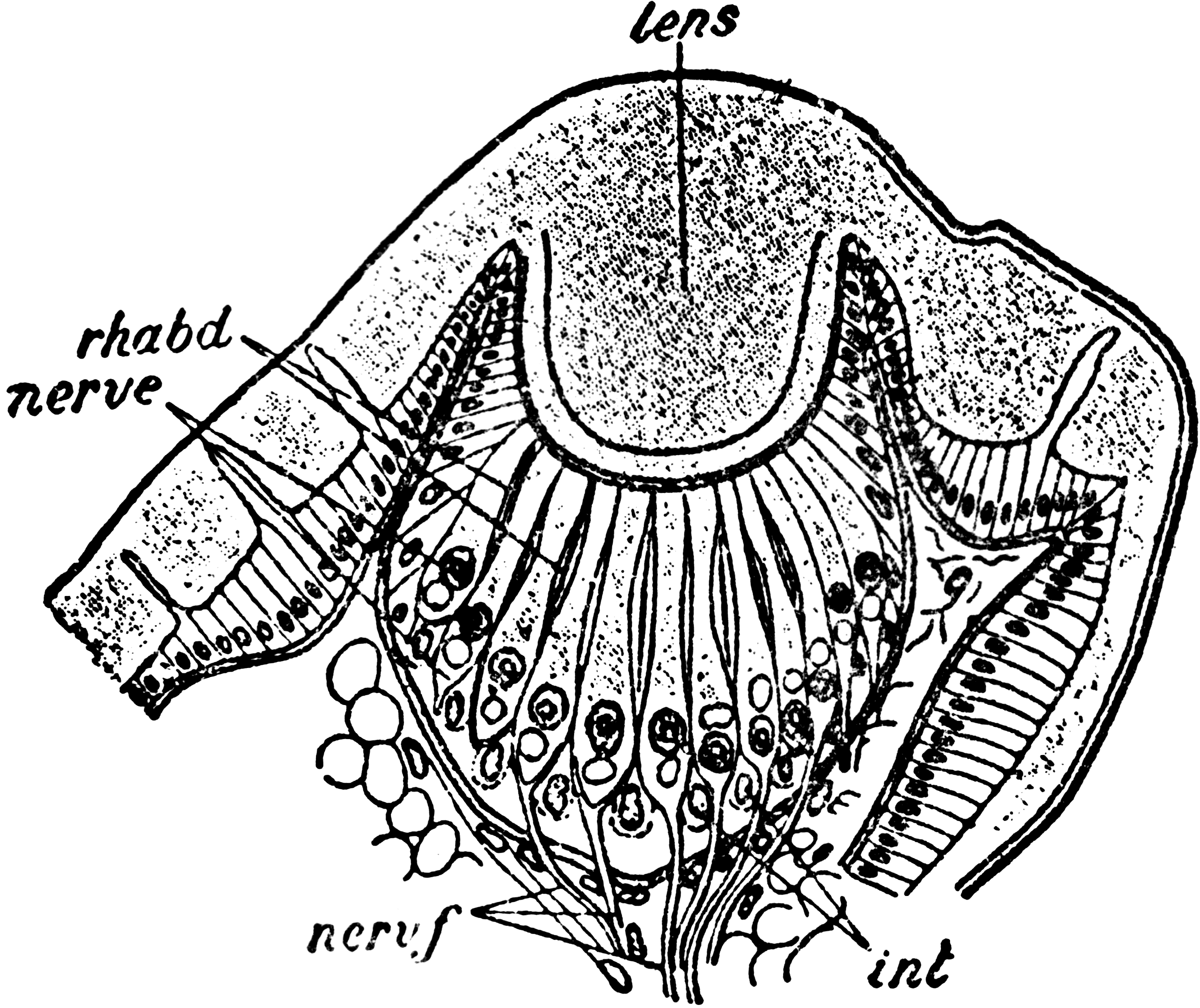
Przekrój poprzeczny oka bocznego skorpiona włoskiego. lens: soczewka; nerve: komórki siatkówki; rhabd: radbomery; nervf: włókna nerwu optycznego; int: komórki pośrednie

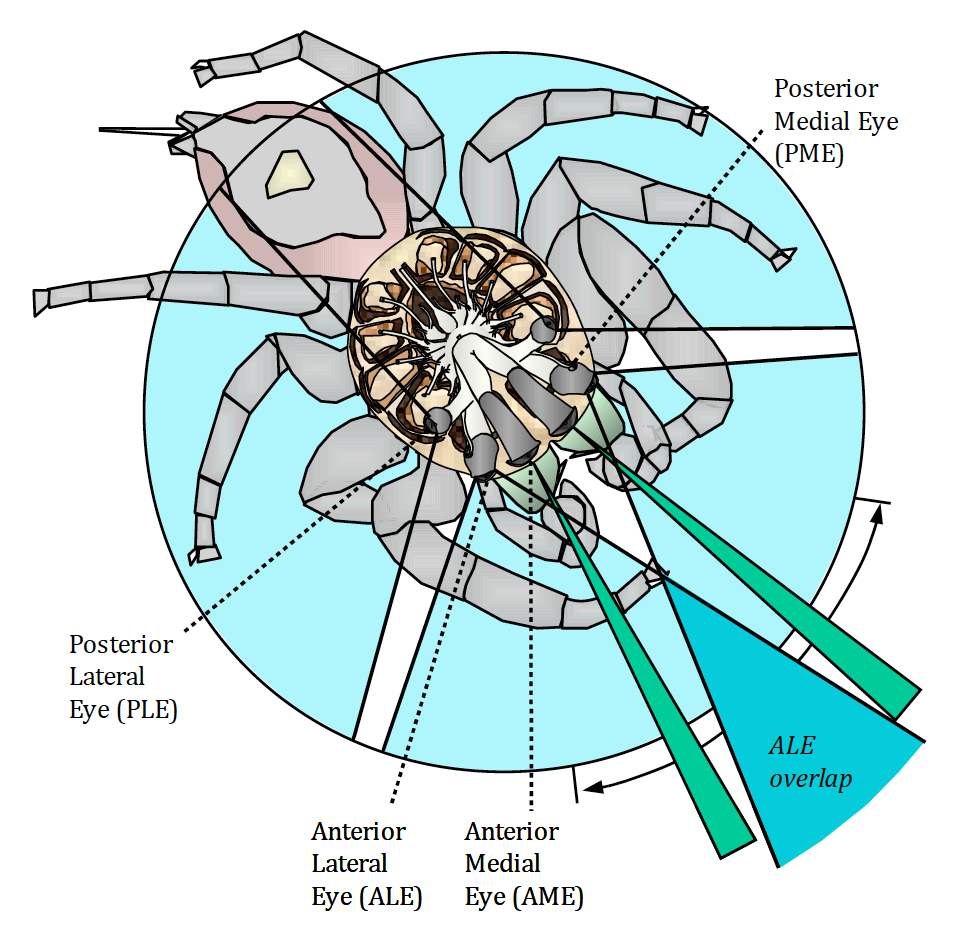
Zasięg poszczególnych oczu u pająka z rodziny skakunowatych.

U pajęczaków występują tylko oczy proste o formie pęcherzykowej lub kubkowej (brak oczu złożonych). Pozbawione są one właściwego aparatu dioptrycznego zbudowanego ze stożków krystalicznych – ich rolę przejmują stożkowate wypustki rogówki. Wyróżnia się oczy boczne i środkowe (główne). Boczne wyewoluowały z oczu złożonych słonowodnych szczękoczułkowców i mają podział na siatkówkę, ciało szkliste, soczewkę i rogówkę, a ponadto mogą mieć błonę odblaskową zwiększającą zdolność do odbierania światła. Ich liczba u form współczesnych sięga 5 par, ale u wymarłych Trigonotarbida bywało ich 15, a u niektórych wymarłych skorpionów około 30. Oczy środkowe są strukturami pochodzenia ektodermalnego.
U niektórych bezokich roztoczy, np. niektórych kleszczy, spotkać można prostsze fotoreceptory.

### Układ wewnątrzwydzielniczy
Charakterystycznym dla pajęczaków elementem układu wewnątrzwydzielniczego jest, położony za mózgiem, organ retrocerebralny (Schneidera), odpowiedzialny m.in. za wytwarzanie hormonów linienia i wzrostu.

### Oddychanie

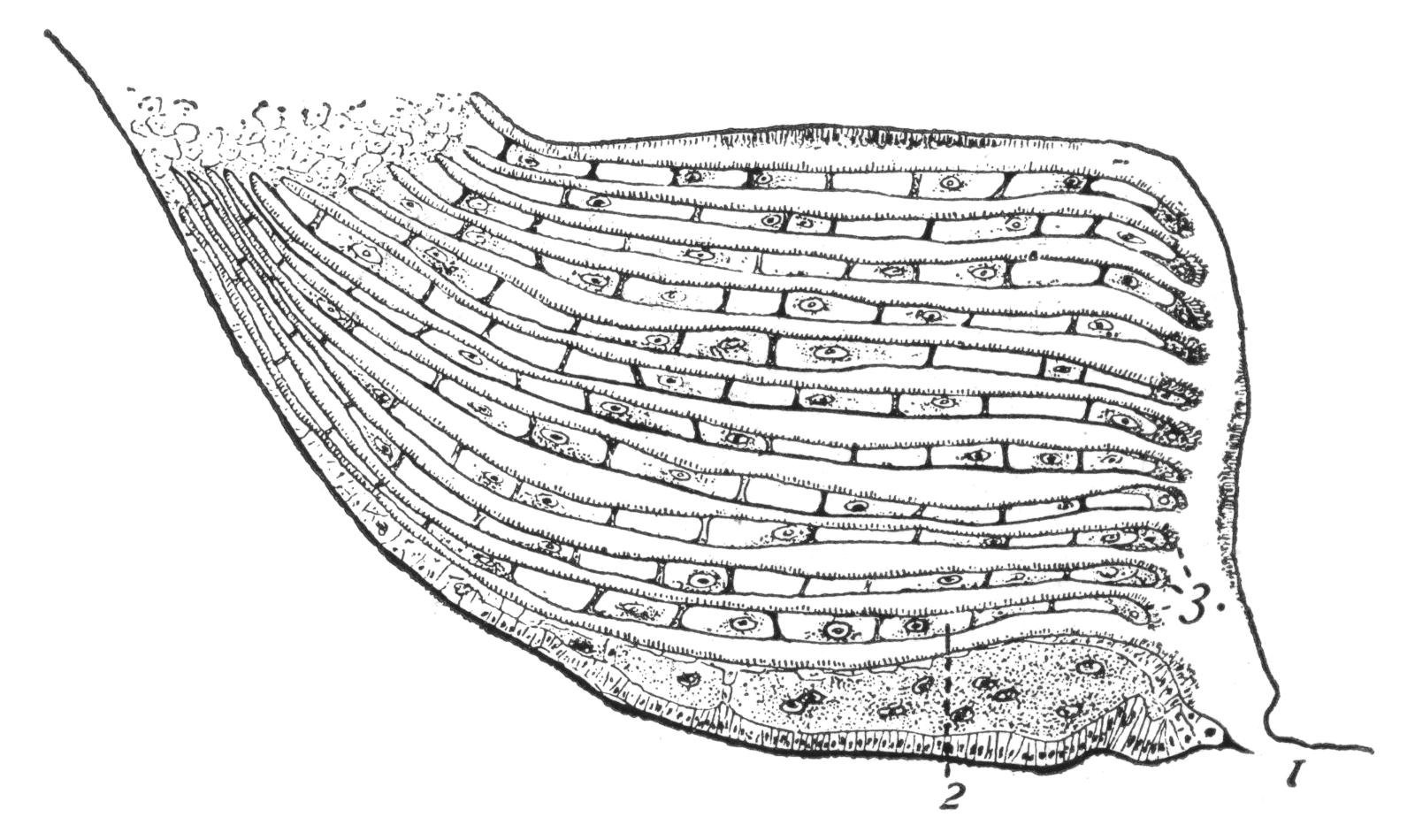
Przekrój poprzeczny przez worek płucny pająka

Skorpiony, biczykoodwłokowce, rozłupnogłowce, tępoodwłokowce i zdecydowana większość pająków oddycha za pomocą płuc książkowych (worków płucnych), leżących w opistosomie w liczbie 1–4 par i będących homologami skrzeli ostrogonów. Składają się one z komory płucnej połączonej przedsionkiem z zamykalną przetchlinką. Ściana komory sfałdowana jest w ciasno upakowane, silnie unaczynione blaszki. Powietrze, przechodząc przez przestrzenie między nimi, oddaje do hemolimfy tlen, a zabiera dwutlenek węgla i usuwa go z organizmu. U części pająków blaszki płucne są rurkowato zwinięte tworząc płucotchawki.
Kosarze, zaleszczotki, solfugi, kapturce, większość roztoczy i niektóre pająki oddychają tchawkami, przy czym u kosarzy, solfug, niektórych roztoczy i pająków są to tchawki krzewiasto rozgałęzione, u innych roztoczy i pająków tchawki nierozgałęzione, a u większości zaleszczotków i kapturców tchawki sitowe. U pająków tchawki mogą współwystępować z workami płucnymi. Przetchlinki tchawek rozmieszczone bywają bardzo różnie.
Głaszczkochody i niektóre roztocze oddychają całą powierzchnią ciała.
U tępoodwłokowców i niektórych głaszczkochodów występują wspomagające oddychanie woreczki brzuszne.
U niektórych tępoodwłokowców i roztoczy występuje pozwalający na oddychanie pod wodą plastron. Wodne pająki wykorzystują w tym celu hydrofobowe owłosienie opistosomy, a niekiedy też specjalne oprzędy.

### Krążenie
Występuje układ krwionośny otwarty, w którym krąży hemolimfa i którego stopień złożoności zależny jest od typu narządów oddechowych. U grup płucodysznych położone w grzbietowej części opistosomy, w zatoce osierdziowej serce ma kształt rurki poprzebijanej ostiami, ku przodowi przechodzącej w aortę przednią, a bokami w tętnice boczne. Hemolimfa ku przodowi dostaje się przez rozwidloną aortę do brzusznej zatoki prosomalnej, natleniając układ nerwowy i odnóża, a bokami do brzusznej zatoki opistosomalnej, natleniając narządy wewnętrzne. Z tej ostatniej zatoki dostaje się do worków płucnych, gdzie zachodzi oddychanie zewnętrzne, a następnie żyłami płucnymi do zatoki osierdziowej. Największy stopień złożoności występuje u skorpionów, gdzie ostiów jest 7 par, arterii bocznych 9 par, a worków płucnych 4 pary. U form prymitywnych serce wykazuje przewężenia zgodne z segmentacją opistosomy.
U grup mających tchawki, które są narządami doprowadzającymi tlen do wszystkich tkanek, system naczyń ulega uproszczeniu. U głaszczkochodów i wielu roztoczy zarówno naczynia jak i serce całkiem zanikły, a hemolimfa obmywa ciało dzięki skurczom innych mięśni.

### Układ pokarmowy

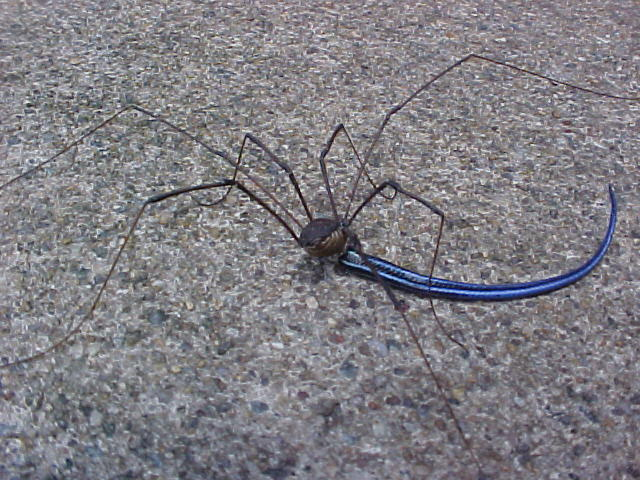
Kosarz posilający się na odrzuconym ogonie jaszczurki

Otwór gębowy u wielu grup leży na spodzie prosomy w zagłębieniu zwanym myliosomą, będąc otoczonym biodrami nogogłaszczków i ewentualnie pierwszej lub pierwszej i drugiej pary odnóży. W rozdrabnianiu pokarmu często udział biorą wyrostki tych bioder zwane endytami. U kosarzy i skorpionów formują one jamę przedgębową zwaną stomoteką. U innych pajęczaków otwór gębowy leży na wydłużonym rostrum, przy czym aparat przedgębowy solfug i zaleszczotków zwie się rostrosomą. U roztoczy otwór gębowy leży na szczycie gnatosomy.
Z wyjątkiem roztoczy pajęczaki pobierają pokarm płynny, w związku z czym część trawienia jest zewnętrzna. Enzymy, a czasem też jad są wstrzykiwane w pokarm lub jest nimi on oblewany, po czym cząstki stałe odfiltrowywane są na specjalnych szczecinkach. W zasysaniu biorą udział: umięśniona gardziel, przełyk, a w niektórych grupach też żołądek ssący. Jelito środkowe jest silnie rozbudowane zachyłkami o funkcji trawiennej i magazynującej pokarm, tworzącymi wątrobotrzustkę. Zachyłki te zajmują zdecydowaną większość objętości opistosomy. Dzięki temu pajęczaki mogą przyjmować pokarm nieregularnie, z długimi przerwami. Z kolei występująca u roztoczy gnatosoma umożliwia zjadanie stałych cząstek pokarmowych.

### Wydalanie i osmoregulacja
Tak jak u innych szczękoczułkowców, występują u pajęczaków gruczoły biodrowe (koksalne), powstałe z przekształconych metanefrydiów i uchodzące w okolicach nasad odnóży krocznych, rzadziej nasad nogogłaszczków, a u roztoczy do kanału podocefalicznego. Pełnią one głównie funkcję osmoregulacyjną. Ponadto u roztoczy udział w osmoregulacji biorą organy pachwinowe i papille genitalne.
Z wyjątkiem niektórych roztoczy do tylnej części jelita środkowego otwierają się cewki Malpighiego (pochodzenia endodermalnego). Odpowiadają one za wydalanie guaniny i kwasu moczowego.
Niektóre pajęczaki, takie jak roztocze, tracą bardzo mało wody w wyniku parowania, a przy odpowiednio wysokiej wilgotności powietrza mogą wchłaniać wodę z powietrza atmosferycznego.

### Układ rozrodczy
Pajęczaki są rozdzielnopłciowe, najczęściej z zaznaczonym dymorfizmem płciowym. Układ rozrodczy może być różnorodnie ukształtowany. Jądra i jajniki mogą być parzyste lub nieparzyste, formy workowatej, nitkowatej lub groniastej. Oprócz roztoczy otwór płciowy (gonopor) leży na drugim segmencie opistosomy lub jego odpowiedniku. U niektórych grup brak narządów kopulacyjnych. U kosarzy i niektórych roztoczy występuje właściwy narząd kopulacyjny, w postaci prącia. Pozostałe grupy mają zastępcze narządy kopulacyjne na szczękoczułkach, nogogłaszczkach lub odnóżach krocznych.

## Biologia i ekologia

### Rozród i rozwój

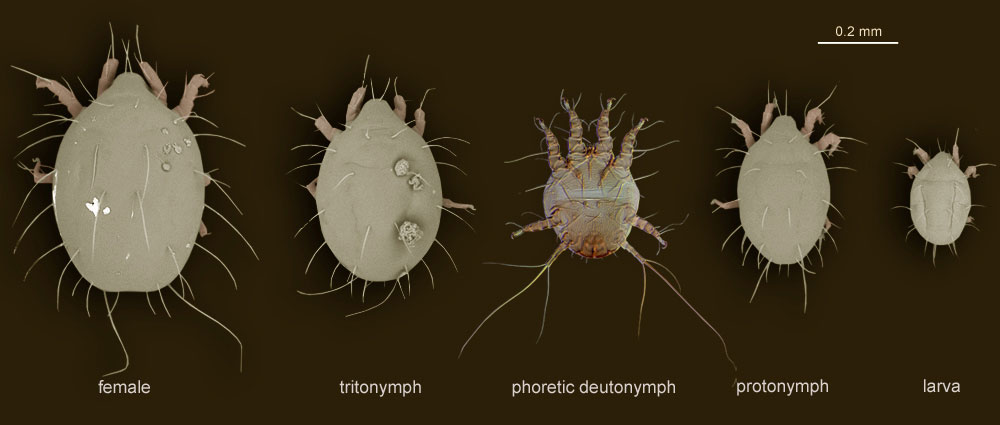
Stadia rozwojowe roztocza Chaetodactylus krombeini.

U pajęczaków występuje zapłodnienie wewnętrzne, przy czym plemniki przekazywane są w spermatoforach składanych na podłożu lub zaplemnienie następuje przez kopulację. W pierwszym przypadku samiec może je składać przy samicy lub bez jej obecności. W drugim przypadku nasienie przekazywane może być z bezpośrednio z gonoporu samca do gonoporu samicy, za pośrednictwem prącia (np. kosarze, niektóre roztocze właściwe) lub za pośrednictwem innych narządów kopulacyjnych, znajdujących się na szczękoczułkach (np. solfugi, niektóre roztocze), nogogłaszczkach (pająki) lub stopach odnóży lokomocyjnych (np. kapturce i wodopójki). Nierzadko zaplemnienie poprzedzone jest zachowaniami godowymi, np. tańcami. Nasienie często wymaga kapacytacji. W wielu przypadkach samica ma możliwość przechowywania nasienia w spermatece przez długi czas i wykorzystania go do zapłodnienia dopiero w sprzyjających warunkach.
Jaja są najczęściej centrolecytalne, rzadziej telolecytalne lub oligolecytalne. Bruzdkowanie jaj ma różny przebieg w poszczególnych grupach, np. u skorpionów częściowe tarczowe, a u pająków częściowe powierzchniowe. Oprócz gatunków jajorodnych występują żyworodne, w tym odżywiające zarodki w macicy.
U pajęczaków spotyka się różne formy troski rodzicielskiej: pilnowanie, maskowanie lub noszenie ze sobą jaj, a nawet noszenie i karmienie młodych.
Rozwój pozazarodkowy może mieć charakter epimorfozy lub metamorfozy ze stadiami larwalnymi i nimfalnymi, a u Opilioacarida i niektórych roztoczy właściwych także z nieaktywnym stadium prelarwalnym. U pasożytów wielożywicielowych pojawiać się mogą złożone cykle życiowe.

### Pokarm
Pajęczaki przyjmują rozmaite strategie pokarmowe. Można wśród nich znaleźć fitofagi (np. fitofagi ssące i indukujące galasy), mykofagi, drapieżniki, wszystkożerców, saprofagi, detrytusożerców, komensale, ekto- i endopasożyty (w tym hematofagi, mukofagi i dermatofagi). Największą różnorodność pobieranego pokarmu spotyka się wśród roztoczy, podczas gdy pozostałe pajęczaki to drapieżniki, a rzadziej wszystkożercy lub padlinożercy. Pajęczaki często odgrywają kluczowe role w ekosystemach, np. mechowce mogą pożerać około połowy biomasy odkładającej się rocznie na dnie lasów.

### Występowanie i różnorodność
Do 2011 roku opisano ponad 110,6 tysiąca współczesnych gatunków pajęczaków, w tym 54,5 tysiąca roztoczy oraz 42,5 tysiąca pająków. Ich faktyczna liczba jest jednak znacznie większa – współczesną faunę samych roztoczy szacuje się na około miliona gatunków. Ponadto znane są liczne gatunki wymarłe; do 2008 roku opisano ich 1593.
Pajęczaki rozprzestrzenione są we wszystkich krainach zoogeograficznych, sięgając również za oba koła podbiegunowe. Zamieszkują głównie lądy, przy czym spotkać je można od pustyń po tundrę i do 6000 m n.p.m. w Himalajach. Rzadziej są wtórnie słodkowodne (np. wodopójki, topik) lub wtórnie słonowodne (niektóre roztocze właściwe, w tym Bathyhalacarus quadricornis spotykany nawet na 7000 m. p.p.m.). Drobne pająki i roztocze wchodzą w skład aeroplanktonu i mogą być unoszone na dużych wysokościach.

## Systematyka i filogeneza
Takson ten wprowadzony został w 1801 roku przez Lamarcka w Systême des Animaux sans Vertébrés pod nazwą Arachnides, przy czym autor włączył doń także kikutnice i wije. Współcześnie pajęczaki umieszcza się wraz z wielkorakami, ostrogonami i innymi taksonami wymarłymi w nadgromadzie szczękoczułkowców, a te zaś wraz z kikutnicami w podtypie szczękoczułkopodobnych. Jeszcze szerzej definiuje się pajęczakokształtne, obejmujące też m.in. trylobity.
We współczesnych systemach dzieli się pajęczaki na 14 rzędów o ustalonym monofiletyzmie:
- Amblypygi Thorell, 1883 – tępoodwłokowce
- Araneae Clerck, 1757 – pająki
- †Haptopoda  Pocock, 1911
- Opiliones Sundevall, 1833 – kosarze
- Palpigradi Thorell, 1888 – głaszczkochody
- †Phalangiotarbi Haase, 1890
- Pseudoscorpiones de Geer, 1778 – zaleszczotki
- Ricinulei Thorell, 1876 – kapturce
- Schizomida Petrunkevitch, 1945 – rozłupnogłowce
- Scorpiones C.L. Koch, 1851 – skorpiony
- Solifugae Sundevall, 1833 – solfugi
- Thelyphonida Latreille, 1804 – biczykoodwłokowce
- †Trigonotarbida Petrunkevitch, 1949
- †Uraraneida Selden & Shear, 2008

oraz roztocze (Acari Leach, 1817), które są przypuszczalnie difiletyczne, mogą mieć różną rangę (od rzędu do podgromady) i być rozdzielane na dwa (nad)rzędy:
- Parasitiformes Leach, 1815 (syn. Anactinotrichida) – dręcze
- Acariformes Zakhvatkin, 1952 (syn. Actinotrichida) – roztocze właściwe

i/albo na 6 rzędów:
- Opilioacarida Zakhvatkin, 1952
- Holothyrida  Thon, 1905
- Ixodida Leach, 1815 – kleszcze
- Mesostigmata G. Canestrini, 1891 – żukowce
- Trombidiformes Reuter, 1909
- Scarcoptiformes Reuter, 1909

Relacje pomiędzy wymienionymi rzędami jak i monofiletyzm pajęczaków jako całości są przedmiotem debat. W drugiej połowie XX wieku zamiast lub obok pajęczaków w randze gromad pojawiały się takie taksony jak: Acaromorpha, Apatellata, Cryptognomae, Dromopoda, Epimera, Opillonidea, Micrura, Scorpionidea, Scorpionomorpha czy Solifugomorpha. Współcześnie kwestia monofiletyzmu pajęczaków rozbija się o pozycję ostrogonów. W 2013 Lamsdell na podstawie analizy filogenetycznej obejmującej liczne taksony wymarłe znacząco zrewidował systematykę szczękoczułkowców, redefiniując Xiphosura i Xiphosurida (oba taksony nazywane są w polskojęzycznej literaturze ostrogonami). Według niej pajęczaki stanowią grupę siostrzaną dla wielkoraków, tworząc z nimi klad Sclerophorata, który to z Chasmataspidida tworzy klad Dekatriata. Natomiast Offacolus zajmuje pozycję bazalną wśród szczękoczułkowców, których pozostała część określona została jako klad Prosomapoda. Jednak według niektórych analiz molekularnych np. Pepato i Klimova z 2015 oraz Ballesterosa i Sharmy z 2019 ostrogony zagnieżdżają się w drzewie rodowym pajęczaków, np. w tym drugim badaniu tworząc klad z kapturcami i solfugami. Relacje między rzędami pajęczaków pozostają niepewne. Najstabilniejszym wynikiem analiz molekularnych i morfologicznych XXI wieku jest łączenie pająków, tępoodwłokowców, biczykoodwłokowców, rozłupnogłowców, Uraraneida i Haptopoda w klad Tetrapulmonata (np. wyniki Shultza z 2007, Pepato i innych z 2010, Regiera i innych z 2010, Rehma i innych z 2012, Sharmy i innych z 2014, Ballesterosa i Sharmy z 2019). Dość powszechnie analizy molekularne rozpoznają w roztoczach takson difiletyczny, złożony z nietworzących jednego kladu Parasitiformes i Acariformes (np. wyniki Shultza z 2007, Dabert i innych z 2010, Pepato i innych z 2010, Pepato i Klimova z 2015, Garwooda i Dunlopa z 2014, Ballesterosa i Sharmy z 2019).

## Znaczenie gospodarcze

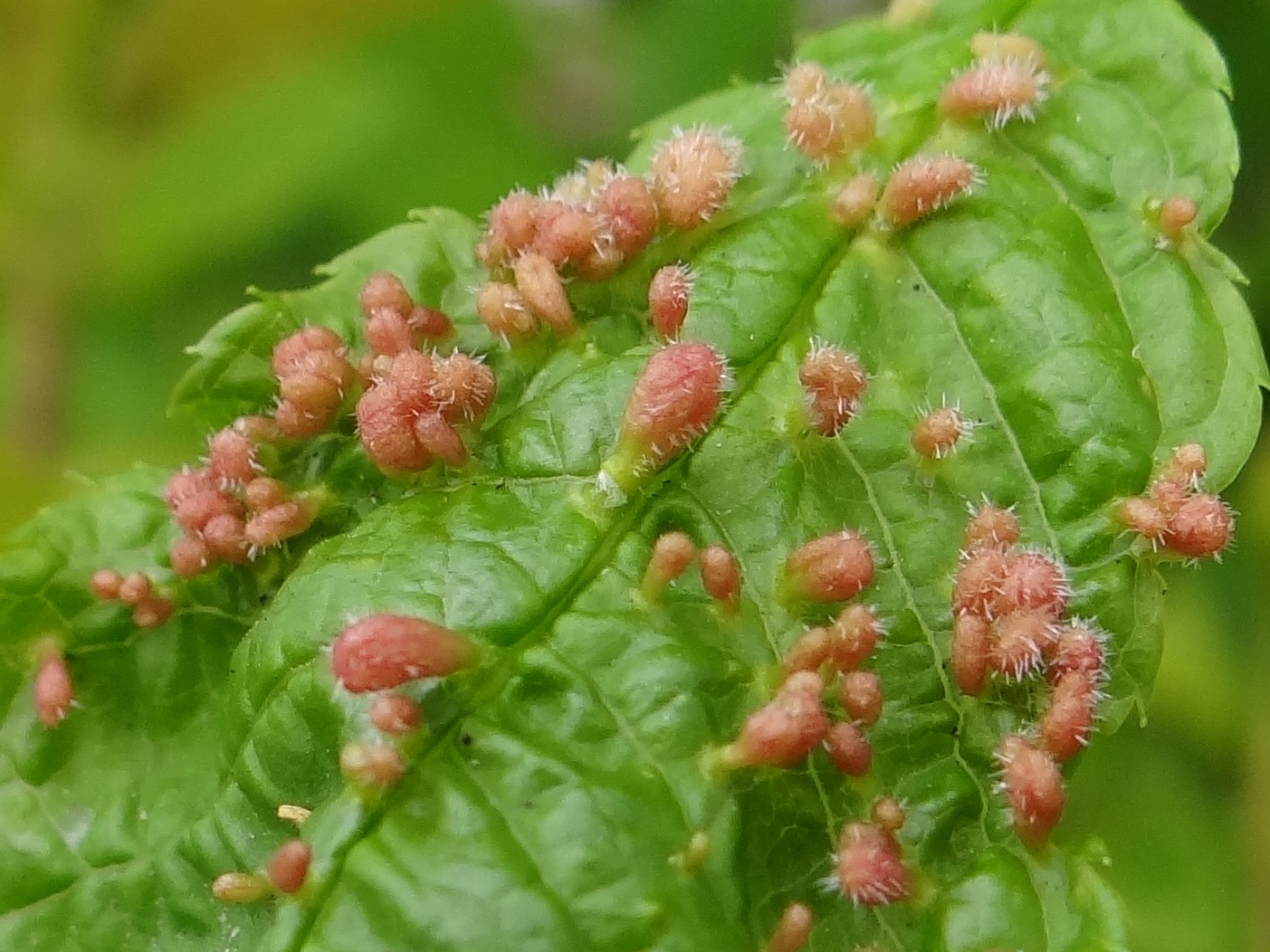
Galasy na liściu czeremchy wywołane przez szpeciela Phyllocoptes eupadi

Drapieżne pajęczaki ograniczają liczebność wielu szkodliwych stawonogów, nierzadko będąc ich głównymi wrogami. Liczne roztocze z grupy mechowców i Prostigmata stanowią główny element mezofauny glebowej i ściółkowej, zwłaszcza w lasach, np. na 1 m² drzewostanu sosnowego może występować 683 600 roztoczy, a mechowce mogą pożerać około połowy biomasy odkładającej się rocznie na dnie lasów. Odgrywają więc kluczową rolę w podtrzymywaniu żyzności gleby, zwłaszcza w ekosystemach zmienionych przez gospodarkę ludzką.
Fitofagiczne roztocze z grupy Prostigmata są szkodnikami roślin uprawnych. Należą tu m.in. szpeciele, przędziorki, Tenuipalpidae, Penthaleidae. Wśród roztoczy znaleźć można również wrogów tych szkodników, jak np. dobroczynkowate, Tydeidae, niektóre Stigmaeidae i różnopazurkowce.
W hodowlach pieczarek jako szkodnika notuje się Tarsonemus myceliophagus.
Ważnymi szkodnikami magazynowymi są niektóre rozkruszkowate (np. rozkruszek mączny). Niszczyć mogą nie tylko ziarna i produkty zbożowe, ale też przetwory mleczne, suszone warzywa i owoce, mięso i jego przetwory, tkaniny naturalne i wyroby ze skóry. Do ich wrogów należy Cheyletus eruditus z rodziny sierposzy.
Przędzę pajęczą wykorzystuje się w bioinżynierii, przy czym jej białka produkowane są do tych celów przez organizmy transgeniczne. Jej potencjalne zastosowania obejmują liny, nici chirurgiczne, spadochrony, kamizelki kuloodporne, biodegradowalne opakowania, sztuczne ścięgna i wiele innych.

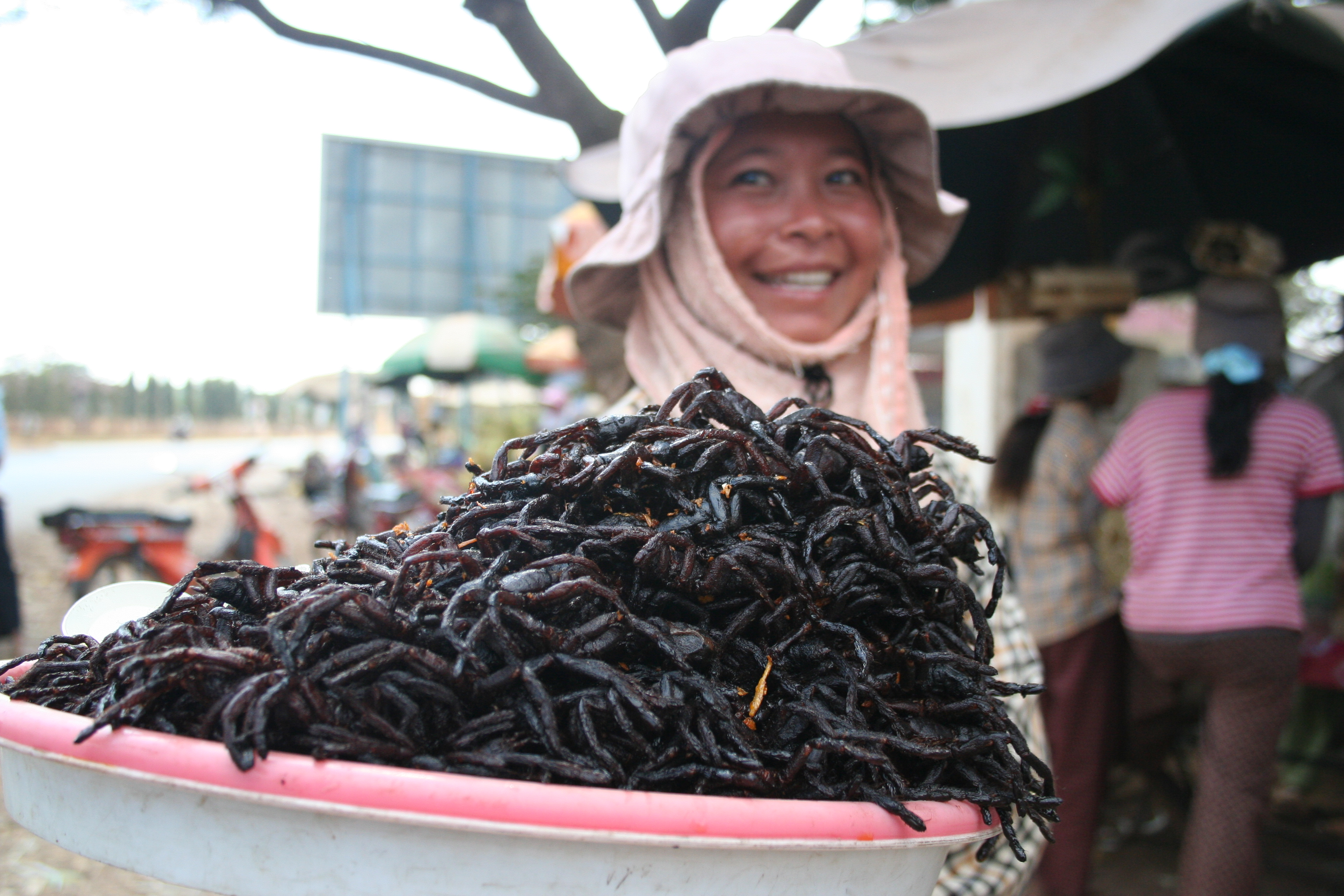
Smażone ptaszniki, Kambodża

Niektóre pajęczaki bywają spożywane przez ludzi, np. w Kambodży za przysmak uchodzą smażone ptaszniki, a w niektórych rejonach Chin jada się smażone skorpiony.

### Znaczenie medyczne i weterynaryjne

#### Jad pajęczaków
Użądlenia przez skorpiony mają duże znaczenie medyczne, zwłaszcza w słabiej rozwiniętych krajach strefy tropikalnej i subtropikalnej. Corocznie odnotowuje się ich około 1,2 miliona, z których zależnie od źródła od 0,27 do 3% ma skutki śmiertelne. Przykładowo w Brazylii w 2011 odnotowano 57 933 wstrzyknięć jadu z których 91 było śmiertelnych, w Meksyku notuje się około 1000 przypadków śmiertelnych rocznie, a w Stanach Zjednoczonych odnotowano zaledwie 4 przypadki śmiertelne w okresie 11 lat.
Ukąszenia przez pająki mają mniejsze znaczenie; w ciągu całego XX wieku wiarygodnie odnotowano tylko około 100 przypadków śmiertelnych. Duże znaczenie medyczne mają według WHO tylko przedstawiciele 4 rodzajów: Loxosceles, Phoneutria, Latrodectus i Atrax. Spośród gatunków występujących naturalnie w Polsce konsekwencje zdrowotne odnotowywano tylko w przypadku ukąszenia kolczaka zbrojnego, jednak przedstawiciele niebezpiecznego rodzaju Phoneutria są często zawlekani z transportami towarów, zwłaszcza bananów.
Składniki jadów pajęczaków znajdują rozmaite zastosowania medyczne. Badano je pod kątem wykorzystania w terapii np. arytmii, choroby Alzheimera, udaru mózgu, zaburzeń erekcji czy guza mózgu. Potencjalnie służyć mogą zwalczaniu infekcji wirusowych, bakteryjnych i grzybiczych. Ponadto peptydy z jadów pająków wykorzystane mogą być do stworzenia przyjaznych środowisku insektycydów.

#### Pasożyty i wektory

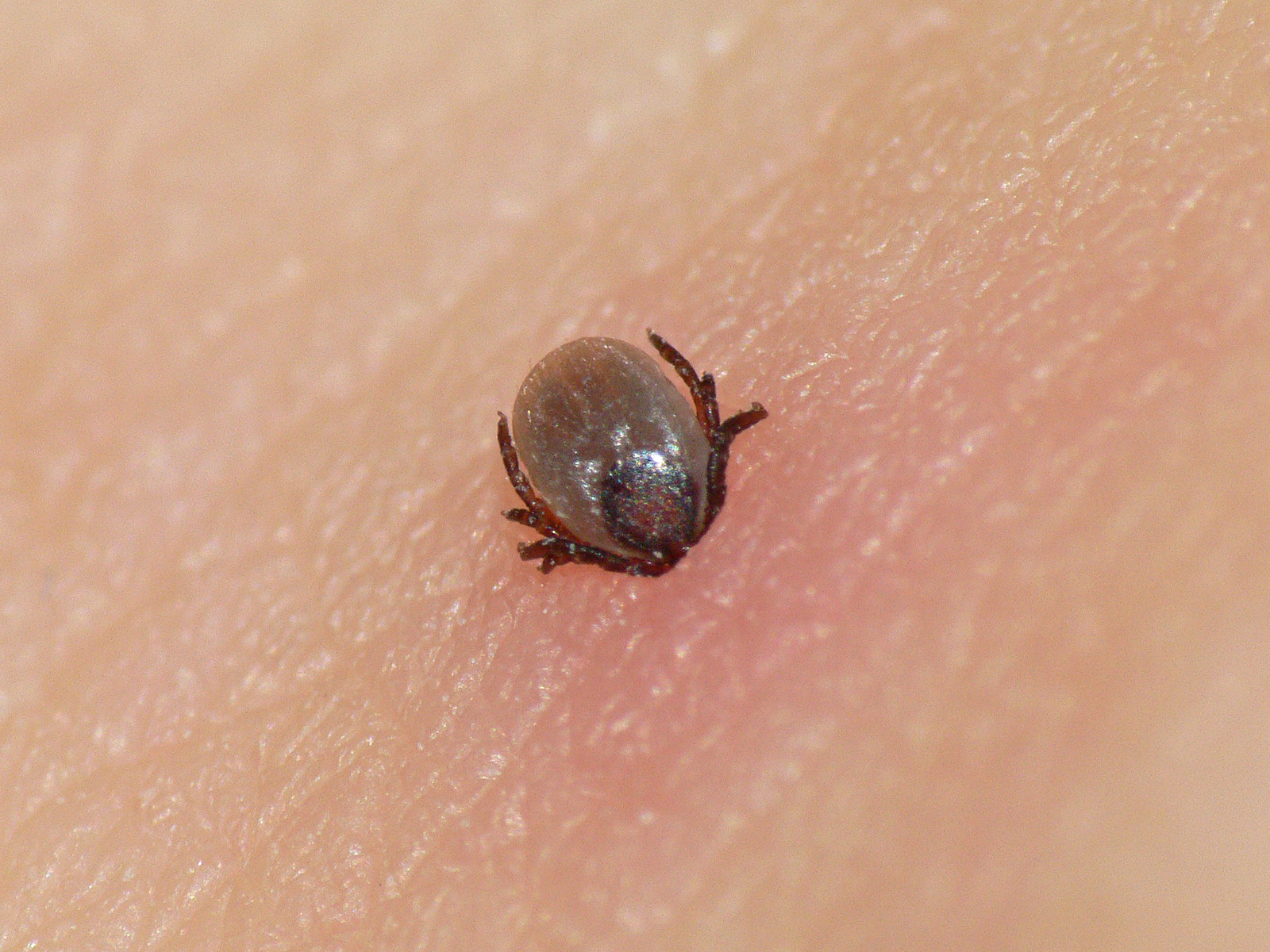
Kleszcz pospolity żerujący na człowieku

Żerowanie pasożytów wywołuje u żywicieli liczne negatywne skutki zdrowotne. Największe znaczenie mają tu roztocze: kleszczy, Astigmata i Prostigmata.
Substancje zawarte w ślinie kleszczowatych wywoływać mogą u ludzi, psów, bydła i owiec paraliż kleszczowy. Ponadto kleszczowate są drugimi najważniejszymi wektorami chorób odzwierzęcych ludzi po komarowatych. Przenoszą patogeny boreliozy, kleszczowego zapalenia mózgu, babeszjoz, gorączki plamistej, tularemii i wielu innych chorób (zobacz: znaczenie medyczne i weterynaryjne kleszczowatych, choroby odkleszczowe).
Gatunki z rodzin Sarcoptidae i Psoroptidae żerując w naskórku wywołują dermatozy ludzi, bydła i innych ssaków domowych. Przykładem jest świerzbowiec ludzki wywołujący świerzb. Ponad 330 gatunków Psoroptida pasożytuje na drobiu i innych ptakach hodowlanych. Wywołują one duże straty, a niektóre Epidermoptidae potrafią uśmiercić cały inwentarz masowych ferm drobiu.
Spośród Prostigmata na ludziach i ssakach domowych żerują m.in. nużeńce oraz larwy swędzików i Leeuwenhoekiidae.

Kilka gatunków roztoczy pasożytujących na pszczole miodnej wywoływać może duże szkody w pasiekach, np. świdraczek pszczeli i dręcz pszczeli. Wrogiem tego drugiego jest zaleszczotek książkowy – również pajęczak.

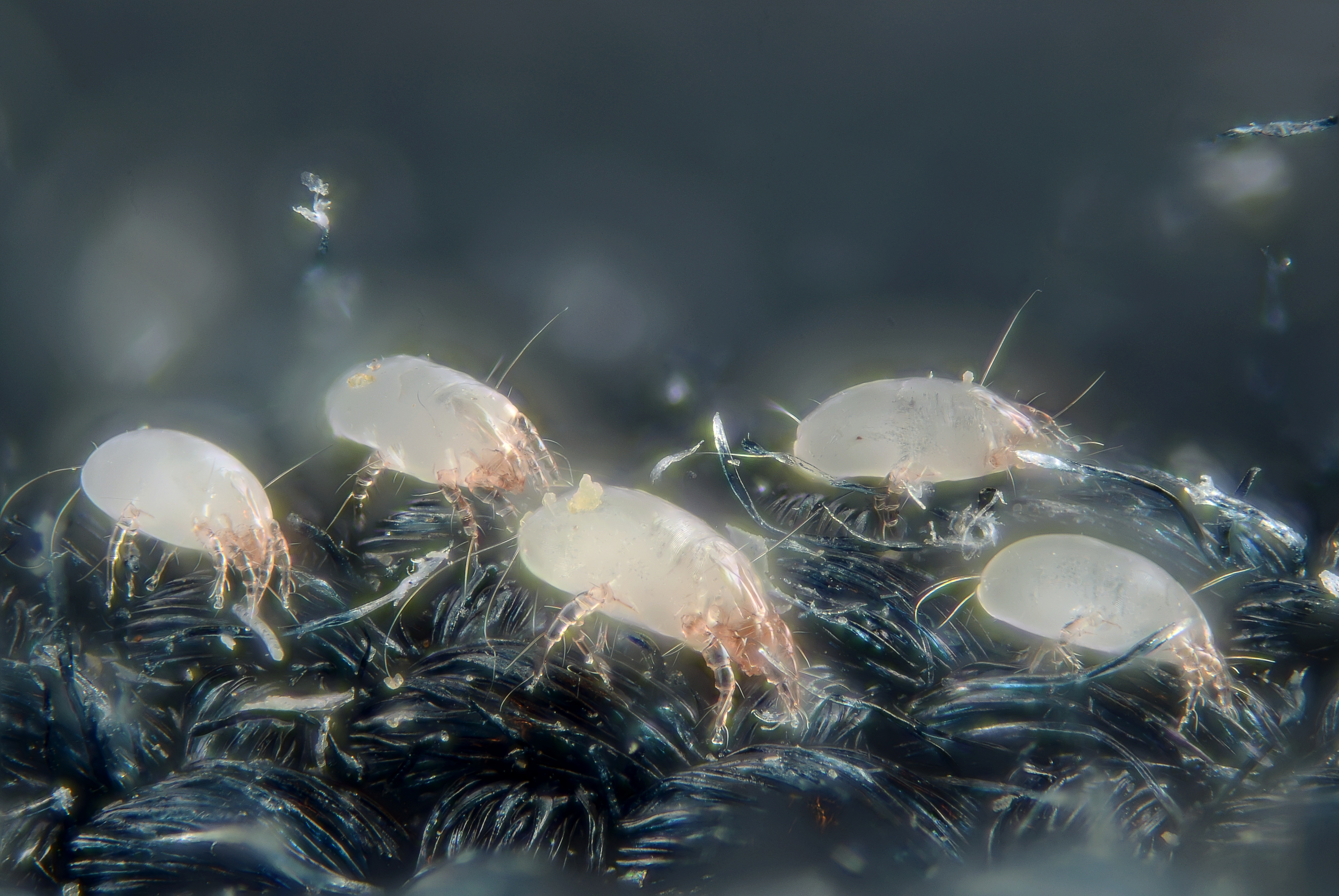
Skórożarłoczki skryte, przykład roztoczy kurzowych

#### Alergeny
Liczni przedstawiciele grupy Astigmata wywołują alergie u ludzi i innych zwierząt. Największe znaczenie mają roztocze kurzu domowego z rodziny Pyroglyphidae (np. skórożarłoczek skryty) należące do najczęstszych przyczyn atopowego nieżytu nosa i atopowej astmy oskrzelowej. Czynnikami alergizującymi są ich odchody, martwe ciała, wylinki i wydzieliny.

## W kulturze

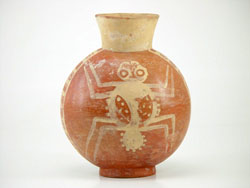
Ceramika z kultury Mochica z wizerunkiem pająka

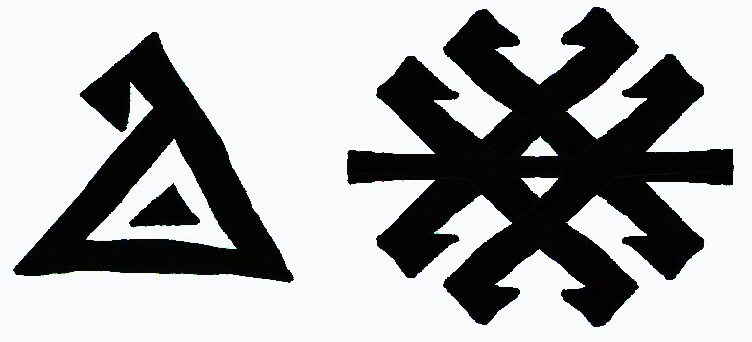
Motywy skorpiona z kilimów tureckich

Pajęczaki, zwłaszcza pająki i skorpiony, pojawiają się w wierzeniach i opowieściach licznych kultur, co najmniej od czasów starożytnych. Sumeryjską boginię Uttu przedstawiano jako pajęczycę przędącą swą sieć. Już w okresie państwa nowobabilońskiego Chaldejczycy skorpionem nazwali jeden ze znaków zodiaków. Skorpion był symbolem Sekret – jednej z najstarszych bogiń Starożytnego Egiptu. W mitologii greckiej i rzymskiej pojawia się postać Arachne – mistrzyni tkactwa, która skończyła pod postacią pająka. Pająki przedstawiane były w sztuce różnych kultur prekolumbijskich, np. w geoglifie kultury Nazca, na ceramice kultury Mochica. Według kosmogonii północnoamerykańskiego ludu Hopi świat utkany został przez boginię-pajęczycę Kokyangwuti. Bogini-pajęczyca Na'ashjé'ii Asdzáá jako opiekunka ludzkości występuje w wierzeniach Nawahów. Pająk jest stwórcą wszechświata według tradycyjnych wierzeń niektórych mieszkańców Oceanii; według ludów z Kiribati nazywa się on Nareau, a według ludów z Nauru i Mikronezji – Areop-Enap. W kulturach Afryki oraz zachodniej, środkowej i południowej Azji skorpiony pojawiają się jako symbole zła, sił do walki z nim lub ludzkiej seksualności. Są częstym motywem w sztuce islamu. Umieszczanie motywu skorpiona na kilimie ma chronić przed jego użądleniem. Pająki w różnych kulturach symbolizować mogą cierpliwość (ze względu na polowanie z zasadzki) jak i szelmostwo czy złośliwość (ze względu na jadowitość). Istotną częścią folkloru ludów Afryki Zachodniej i Karaibów są opowieści o Anansi – szachraju pod postacią pająka. Postać pająka-szachraja pojawia się też w opowieściach północnoamerykańskich Dakotów. W mitach japońskich postać pająka ma yōkai: Tsuchigumo.